# تيد مالون (مقدم برامج إذاعية)
تيد مالون (بالإنجليزية: Ted Malone)‏ هو مقدم برامج إذاعية أمريكي، ولد في 1908 في كولورادو سبرينغس في الولايات المتحدة، وتوفي في 1989.